# Schema.org
Schema.org és una iniciativa llançada el 2 de juny de 2011 per Bing, Google i Yahoo! (aleshores els operadors dels motors de cerca més grans del món) per "crear i donar suport a un conjunt comú d'esquemes per a dades estructurades de marcatge a les pàgines web". El novembre de 2011 Yandex (que tenia el cercador més gran de Rússia) es va unir a la iniciativa.
Proposen utilitzar el vocabulari schema.org juntament amb els formats Microdata, RDFa o JSON-LD per marcar el contingut de llocs web amb metadades sobre aquest contingut. Aquest marcat pot ser reconegut per les aranyes del motor de cerca i altres analitzadors, obtenint així accés al significat dels llocs (vegeu Web Semàntic). La iniciativa també descriu un mecanisme d'extensió per afegir propietats addicionals. La discussió pública sobre la iniciativa es desenvolupa sobretot a la llista pública de correu sobre vocabularis del W3C.
El 2012, Schema.org va integrar l'ontologia GoodRelations.
Gran part del vocabulari de schema.org es va inspirar en formats anteriors, com ara els microformats, FOAF, i OpenCyc. Microformats, amb hCard com el seu representant més estès, continuava (el 2015) abastament present al web, on el desplegament de schema.org s'incrementà amb força entre 2012 i 2014. El 2015, Google va començar a suportar el format JSON-LD, i el setembre de 2017 recomanava utilitzarJSON-LD per a dades estructurades sempre que sigui possible.
Per a comprovar la conformitat de les dades marcades amb els schemas i les Micro data es poden utilitzar validadors com el Google Structured Data Testing Tool, el validador de microformats de Yandex i el validador de marcat de Bing.
S'utilitzen marcats de Schema com ara Organització i Persona per a influir sobre els resultats del gràfic de coneixement (en anglès used Knowledge Graph) de Google.

## Exemples

### Microdata
Aquest és un exemple de com marcar informació sobre una pel·lícula i el seu director utilitzant els esquemes de schema.org i microdades. Per a cada dada ques es vol marcar cal afegir l'atribut itemtype al costat de l'URL de l'esquema. L'atribut itemscope defineix l'abast de l'itemtype. El tipus de l'ítem es pot definir amb l'atribut itemprop.
```
<
div
 
itemscope
 
itemtype
=
"http://schema.org/Movie"
>

 
<
h1
 
itemprop
=
"name"
>
Avatar
</
h1
>

 
<
div
 
itemprop
=
"director"
 
itemscope
 
itemtype
=
"http://schema.org/Person"
>

 Director: 
<
span
 
itemprop
=
"name"
>
James Cameron
</
span
>

(nascut el 
<
time
 
itemprop
=
"birthDate"
 
datetime
=
"1954-08-16"
>
16 d'agost de 1954
</
time
>
)
 
</
div
>

 
<
span
 
itemprop
=
"genre"
>
Science fiction
</
span
>

 
<
a
 
href
=
"../movies/avatar-theatrical-trailer.html"
 
itemprop
=
"trailer"
>
Trailer
</
a
>

</
div
>

```

### RDFa 1.1 Lite
```
<
div
 
vocab
=
"http://schema.org/"
 
typeof
=
"Movie"
>

 
<
h1
 
property
=
"name"
>
Avatar
</
h1
>

 
<
div
 
property
=
"director"
 
typeof
=
"Person"
>

 Director: 
<
span
 
property
=
"name"
>
James Cameron
</
span
>

(nascut el 
<
time
 
property
=
"birthDate"
 
datetime
=
"1954-08-16"
>
16 d'agost de 1954
</
time
>
)
 
</
div
>

 
<
span
 
property
=
"genre"
>
Science fiction
</
span
>

 
<
a
 
href
=
"../movies/avatar-theatrical-trailer.html"
 
property
=
"trailer"
>
Trailer
</
a
>

</
div
>

```

### JSON-LD
```
<scrip
t
 
t
ype=
"application/ld+json"
>

{
 

 
"@context"
:
 
"http://schema.org/"
,

 
"@type"
:
 
"Movie"
,

 
"name"
:
 
"Avatar"
,

 
"director"
:
 

 
{
 

 
"@type"
:
 
"Person"
,

 
"name"
:
 
"James Cameron"
,

 
"birthDate"
:
 
"1954-08-16"

 
},

 
"genre"
:
 
"Science fiction"
,

 
"trailer"
:
 
"../movies/avatar-theatrical-trailer.html"
 

}

</scrip
t
>

```